# Katja Luraschi
Katja Luraschi (ur. 6 stycznia 1986 w Riva del Garda) – włoska siatkarka grająca jako rozgrywająca.

## Kariera
- CG Arco Riva (2000–2001)
- Club Italia (2001–2004)
- Volley Bergamo (2004–2005)
- Futura Volley Busto Arsizio (2005–2006)
- Santeramo Sport (2006–2007)
- Robur Tiboni Volley Urbino (2008–2009)